# Quintin Demps

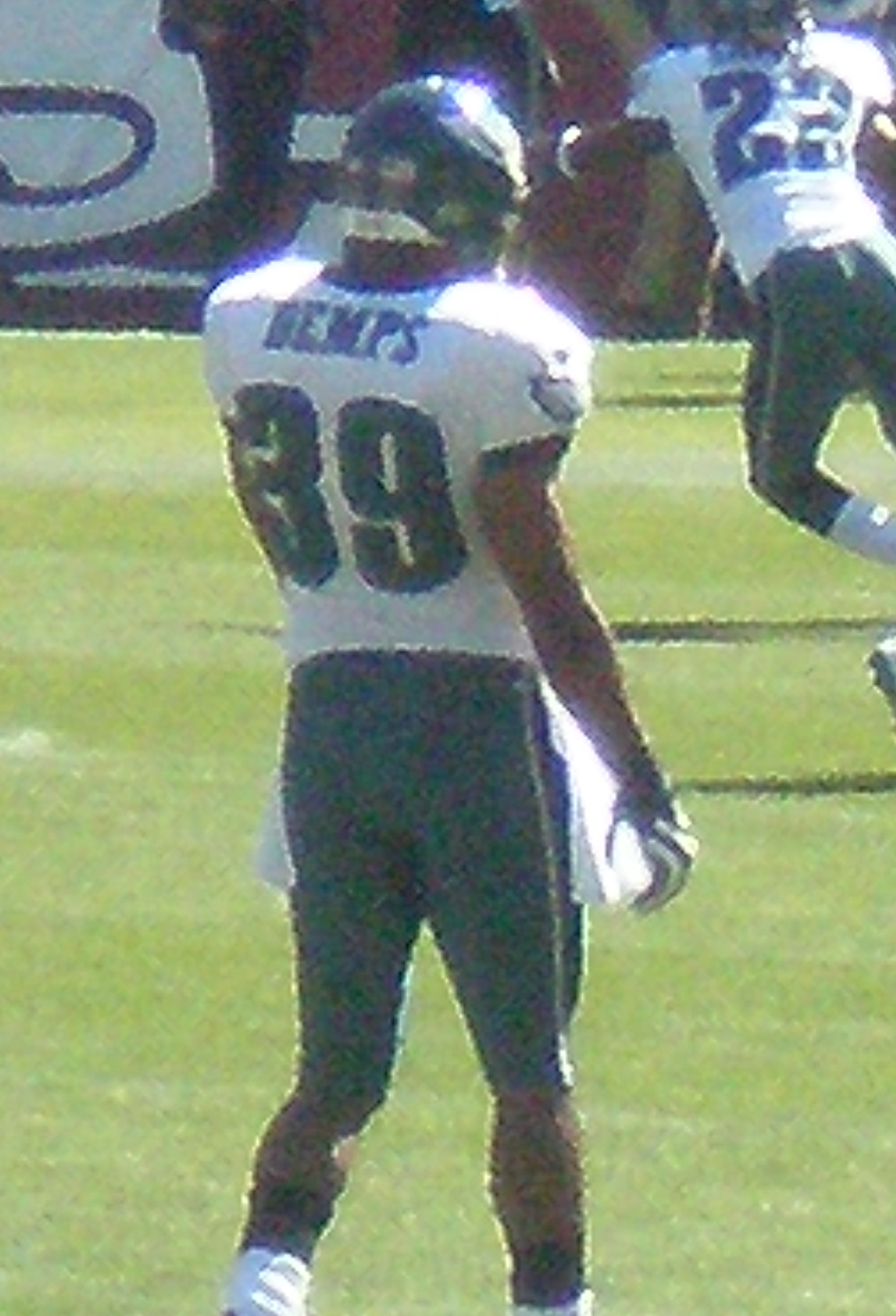
Quentin Demps l'any 2008

Quintin Landom Demps (29 de juny de 1985 a San Antonio, Texas) és un jugador de futbol americà estatunidenc, jugador dels Philadelphia Eagles de la NFL en la posició de saguer. El 2008 va fer el Draft de la NFL. Abans havia jugat a la universitat a Texas - El Paso.